# Mirontsi
Mirontsi är en ort på ön Anjouan på Komorerna. Den hade 8 790 invånare år 2003.